# Tour Championship de 2021
El Tour Championship de 2021 (conocido en inglés y por motivos de patrocinio como 2021 Cazoo Tour Championship) fue un torneo de snooker, profesional y de ranking, que se celebró en el Celtic Manor Resort de la ciudad galesa de Newport entre el 22 y el 28 de marzo de 2021. Organizado por el World Snooker Tour, fue la tercera edición del Tour Championship y la tercera y última cita de la Cazoo Cup. Fue, asimismo, el decimocuarto y penúltimo torneo de ranking de la temporada 2020-21 de snooker, después del WST Pro Series y antes del Campeonato Mundial.
Se clasificaron los ocho jugadores que más ganancias atesoraban en la temporada en curso y compitieron bajo un sistema de eliminación directa, con partidos al mejor de diecinueve mesas que se disputaban en dos sesiones. El ganador se llevó 150 000 de las 380 000 libras esterlinas que se repartieron en premios. Stephen Maguire habría tenido que defender el título conseguido en la edición previa, pero no se clasificó. En una final con los mismos protagonistas que la de 2019, el australiano Neil Robertson se impuso al inglés Ronnie O'Sullivan. Entre todos los jugadores y todas las rondas, se consiguieron amasar veintiséis centenas, con una de 138 de Barry Hawkins como la más elevada.

## Organización

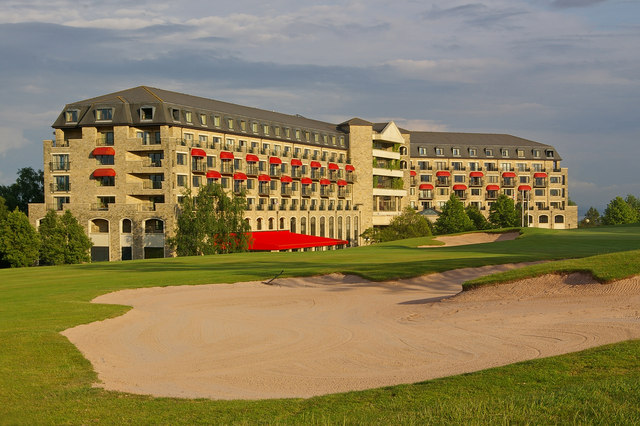
El torneo se celebró en el Celtic Manor Resort de la ciudad galesa de Newport

El torneo, conocido oficialmente en inglés como 2021 Cazoo Tour Championship, fue el tercero de la Cazoo Cup de la temporada 2020-21, una serie que incluye también el World Grand Prix y el Players Championship. Organizada por el World Snooker Tour, fue la decimocuarta y penúltima cita de ranking de la temporada. Se clasificaron los jugadores que más puntos tuviesen en el casillero en la lista a un año y no según las posiciones del ranking mundial; esto es, los ocho con más ganancias a lo largo de la temporada en curso. Estos jugadores se midieron bajo un sistema de eliminación directa, con todos los partidos al mejor de diecinueve mesas.
El torneo se celebró en el Celtic Manor Resort de la ciudad galesa de Newport entre el 22 y el 28 de marzo de 2021. ITV4 lo retransmitió en el Reino Unido, pero también se pudo ver en Sky Sport en Nueva Zelanda, NowTV en Hong Kong, Superstars Online en China y DAZN en toda América, Alemania, Italia y España. Contó con el patrocinio de Cazoo, empresa británica que se dedica a la reventa de automóviles y que apadrina también otros torneos.

### Premios
Se repartieron 380 000 libras esterlinas en premios, de las que 150 000 fueron a parar a los bolsillos del ganador. Así se distribuyó este dinero según la ronda que alcanzó cada jugador:
- campeón: 150 000
- subcampeón: 60 000
- semifinalistas: 40 000
- cuartos de final: 20 000

Asimismo, se concedieron 10 000 libras por la tacada más alta del torneo.

### Jugadores clasificados
La lista de jugadores y el puesto en el que acceden al Tour Championship los determina el ranking a un año, en esta ocasión desde el Masters de Europa hasta el WST Pro Series. Se clasifican ocho y Jordan Brown, noveno, viajó como reserva. Así quedó el orden:
| Pos. | Jugador           | Número de puntos |
| ---- | ----------------- | ---------------- |
| 1    | Judd Trump        | 523 500          |
| 2    | Mark Selby        | 280 500          |
| 3    | Neil Robertson    | 261 000          |
| 4    | John Higgins      | 199 500          |
| 5    | Ronnie O'Sullivan | 173 500          |
| 6    | Jack Lisowski     | 164 500          |
| 7    | Kyren Wilson      | 161 000          |
| 8    | Barry Hawkins     | 121 000          |

## Desarrollo del torneo

### Cuartos de final

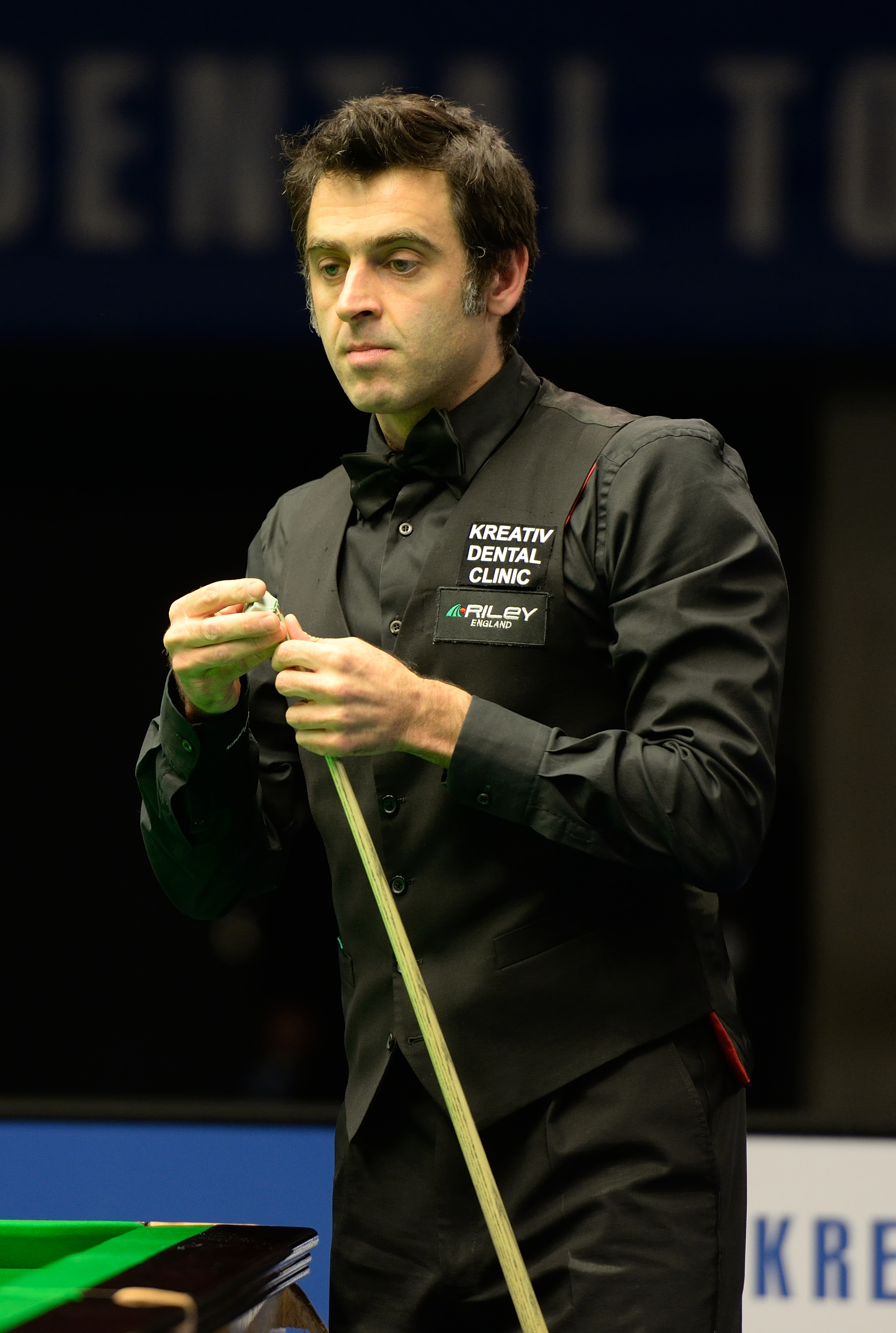
Ronnie O'Sullivan logró su centena número 1100 en su victoria contra John Higgins (10-8)

El torneo empezó con los cuartos de final, que se disputaron entre el 22 y el 25 de marzo de 2021. El primer partido enfrentó a Ronnie O'Sullivan y John Higgins, que ya se habían visto las caras en la final del Players Championship de aquel año, que el escocés se había llevado por diez mesas a tres. O'Sullivan, sin embargo, había ganado hasta entonces treinta y siete de los sesenta y ocho partidos que habían jugado entre ellos desde su aterrizaje en el circuito profesional en 1992. Higgins se llevó la primera mesa con una tacada de 72 puntos, pero O'Sullivan contestó con dos consecutivas para poner el 2-1 en el marcador. La primera centena del torneo la consiguió hilar Higgins en la cuarta mesa, y llegaron empates al 3-3. O'Sullivan, sin embargo, ganó las dos últimas de la sesión y se fue al descanso con una ventaja de cinco a tres. Tras el encuentro, apuntaría que había estado a punto de no participar en el torneo por las pésimas condiciones en las que estaba su taco, que, de hecho, había tenido que reparar en dos ocasiones. En cualquier caso, logró abrir una ventaja de tres mesas (8-5) —una de ellas con una tacada de 112—, pero Higgins se recompuso y con una de 70 en la decimoquinta mesa se puso 7-8 por detrás. El inglés, sin embargo, le contestó con una tacada de 101, la 1100.ª centena de su carrera profesional. En la decimoséptima mesa, O'Sullivan sufrió un kick y la rabia le condujo a golpear la mesa con el taco; Higgins aprovechó la mala fortuna de su rival y la ganó. O'Sullivan zanjó el partido en la decimoséptima mesa, después de que su rival no acertara a embolsar la bola amarilla.
El australiano Neil Robertson se midió con el inglés Jack Lisowski en el segundo partido de cuartos de final. Si bien Robertson se llevó la primera mesa, Lisowski se aseguró la segunda, y más tarde empató el encuentro también a dos. Sin embargo, solo llegaría a anotar 39 puntos entre las siguientes cuatro mesas, pues Roberston logró dos centenas y enfiló los vestuarios para aprovechar el descanso con un marcador de 6-2. En la sesión vespertina, Lisowski se rearmó e hiló dos mesas consecutivas, pero el australiano le contestó con tres seguidas para fijar el nueve a cuatro. En la decimocuarta, el inglés tejió también una tacada de 129, pero Robertson selló la victoria (10-5) en la siguiente. En la rueda de prensa posterior, Robertson instó a Lisowski a desarrollar un «instinto asesino» para mejorar su juego.
En el tercer partido de esta ronda se vieron las caras los compatriotas ingleses Kyren Wilson y Mark Selby. Wilson inauguró el marcador, pero Selby lo igualó con una centena de 109 en la segunda mesa. También se llevó las dos siguientes con tacadas de 81 y 54. Wilson le arrebató la quinta con una tacada de 83 y, aunque le endosó también una de 50 en la séptima, el tres veces campeón del mundo se aseguró las tres que quedaban de la primera sesión. Con una ventaja de 6-2, Selby limpió la novena mesa con una tacada de 84, mientras que Wilson se apuntó la décima. Gracias a una entrada de 75 puntos en la siguiente mesa y una de 88 en la decimotercera, Selby selló la victoria por diez a tres. Era la séptima vez que ambos jugadores se enfrentaban en el circuito profesional, y Selby se había llevado todos los duelos. Fue, además, la primera vez en toda la temporada, con la excepción del Snooker Shoot Out, en la que Wilson se iba de un torneo sin haberse anotado ni una sola centena.
Judd Trump y Barry Hawkins se midieron en el último enfrentamiento de esta fase del torneo. Hawkins se anotó las dos primeras mesas con tacadas de 70 y 90, pero su rival le contestó e igualó el partido a dos, con una centena de 119 en la cuarta. Hawkins le endosó luego tres seguidas, antes de que Trump se llevara la octava y última de la primera sesión para ponerse a dos de distancia (3-5). A la vuelta del descanso, Hawkins hiló una tacada de 121 en la novena mesa y se aseguró también la décima para instalar el 7-3. Trump le contestó con tacadas de 64 y 83 antes del minidescanso que se guarda una vez completadas cuatro mesas de una sesión y selló también la decimotercera con una entrada de 86 para ponerse tan solo una por detrás. Hawkins, sin embargo, se anotó las dos siguientes —una de ellas con una tacada de 61— y amplió la brecha hasta el nueve a seis. Disfrutó en la decimosexta de la primera ocasión de cerrar el partido, pero no acertó con una roja, se quedó en una tacada de 45 y Trump se la remontó con una de 94. En una tensa decimoséptima mesa, Hawkins acertó a embolsar una marrón desde larga distancia y selló el 10-7. Tras el partido, confesó que le había estado rondando la cabeza su partido contra Trump en el Masters de Alemania de 2021, en el que aquel jugador le había remontado un 5-1 en un duelo al mejor de once: «No es que tirase el partido a la basura contra Judd [Trump en el Masters de Alemania], pero casi me sucede lo mismo hoy. Si llega a ponerse 9-8, habría empezado a sentir lo mismo».

### Semifinales

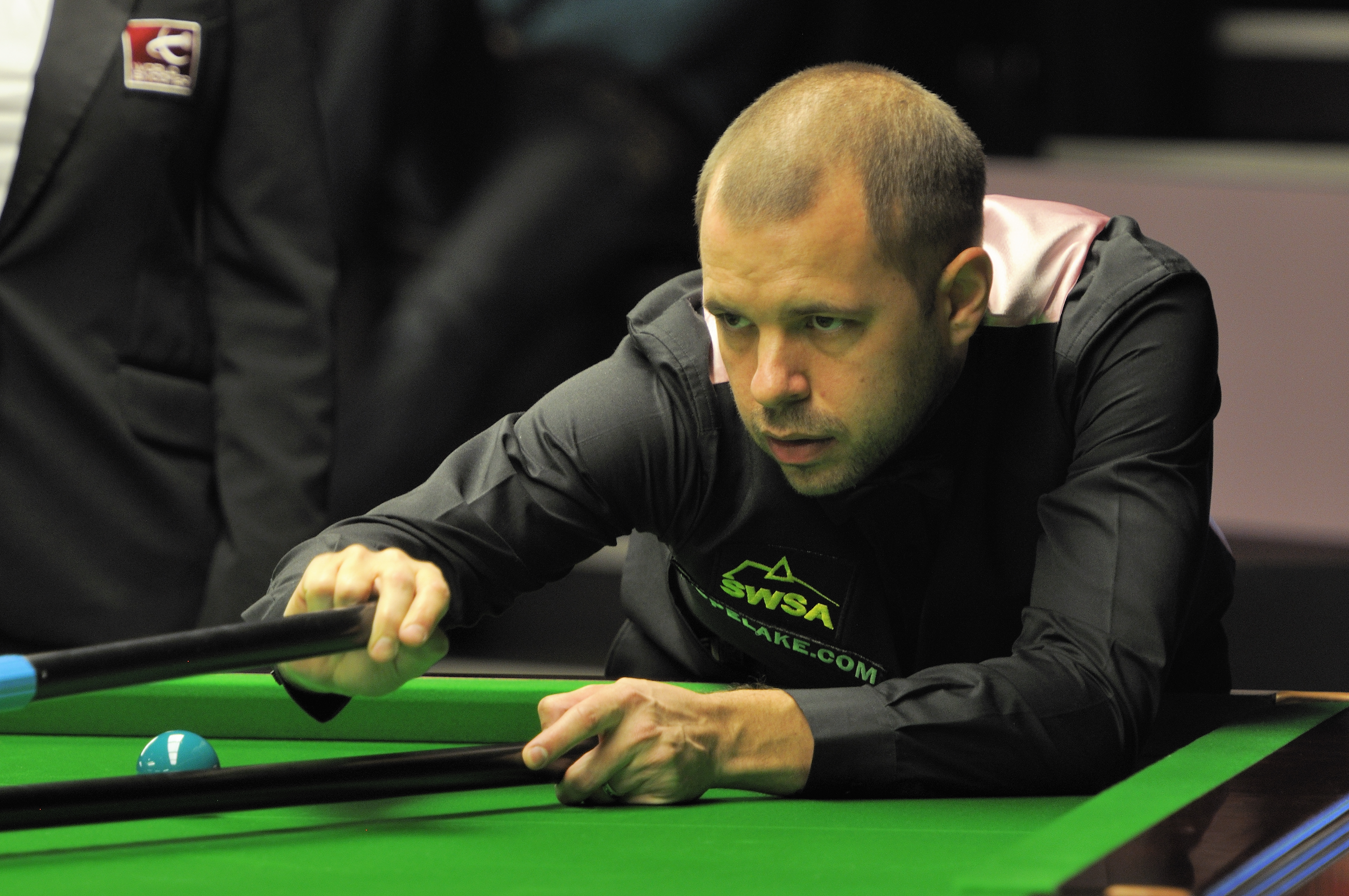
Barry Hawkins (en la imagen) llegó a ir ganándole a Ronnie O'Sullivan 9-6, pero acabó perdiendo 9-10

Los partidos de semifinales se disputaron el 26 y 27 de marzo. Robertson, que se enfrentaba a Selby en el primero de ellos, ganó las dos primeras mesas, una de ellas con una tacada de 114 puntos. Después de que Selby encadenara una serie de errores en la tercera, se aseguró también esa y luego la cuarta (4-0) con una entrada de 77. Selby contestó luego con dos mesas consecutivas, en las que sumó tacadas de 80 y 93. Las dos últimas de la primera sesión fueron a parar a manos de Robertson (6-2), que aprovechó una bola libre en la octava. A la vuelta del descanso entre sesiones, Robertson logró una tacada de 136 y la acompañó de otras dos, de 84 y 103, para instalar el 9-2. Aunque no cerró el partido en la mesa inmediatamente superior, sí en la siguiente (10-3). En sus propias palabras: «He estado fantástico en el juego defensivo y excelente en los tiros de larga distancia; quizá a la altura de lo mejor que he jugado nunca. He conseguido crear muchas oportunidades». Añadió, asimismo, que el no haber participado en algunos de los torneos anteriores le había permitido llegar a Newport en un mejor estado de forma.
La segunda semifinal enfrentó a O'Sullivan y Hawkins; el primero había ganado quince de los diecisiete partidos profesionales que habían jugado hasta entonces. Aunque Hawkins abrió una ventaja de 3-0 con centenas de 125 y 138, O'Sullivan entró luego en la disputa con cuatro mesas consecutivas que dieron la vuelta al marcador. La última mesa de la primera sesión fue para Hawkins, que empató el encuentro a cuatro con una tacada de 65. Ya en la segunda sesión, O'Sullivan se aseguró la novena mesa, pero Hawkins aceleró y se anotó las tres siguientes con entradas de 74, 50 y 103. El seis veces campeón del mundo se aseguró con una tacada de 78 puntos la decimotercera mesa, lo que instaló el 6-7 en el tanteo. Hawkins dominó las dos siguientes con entradas de 56 y 73 puntos y reinstaló una ventaja más amplia (9-6). En la decimosexta mesa, iba también por delante gracias a una tacada de 46, pero O'Sullivan se la remontó con una de 71, y luego se aseguró también la siguiente con otra de 90, lo que puso el 8-9, aún favorable para Hawkins. También se agenció la decimoctava después de que Hawkins fallara una verde y forzó la mesa decisiva. Tomó la delantera (48-0) también en la decimonovena y última y Hawkins falló una negra, lo que le dejó con la necesidad de lograr algún snooker para poder darle la vuelta al marcador; no los consiguió y O'Sullivan se impuso en el partido por diez a nueve. Tras el encuentro, el ganador deslizó que Hawkins había merecido llevarse la victoria: «Me compadezco de Barry, que se ha esforzado mucho por mejorar su juego y ha tenido mala suerte con algunos resultados. Se merecía esta victoria. Es una manera horrible de perder, pero ojalá pueda recomponerse».

### Final

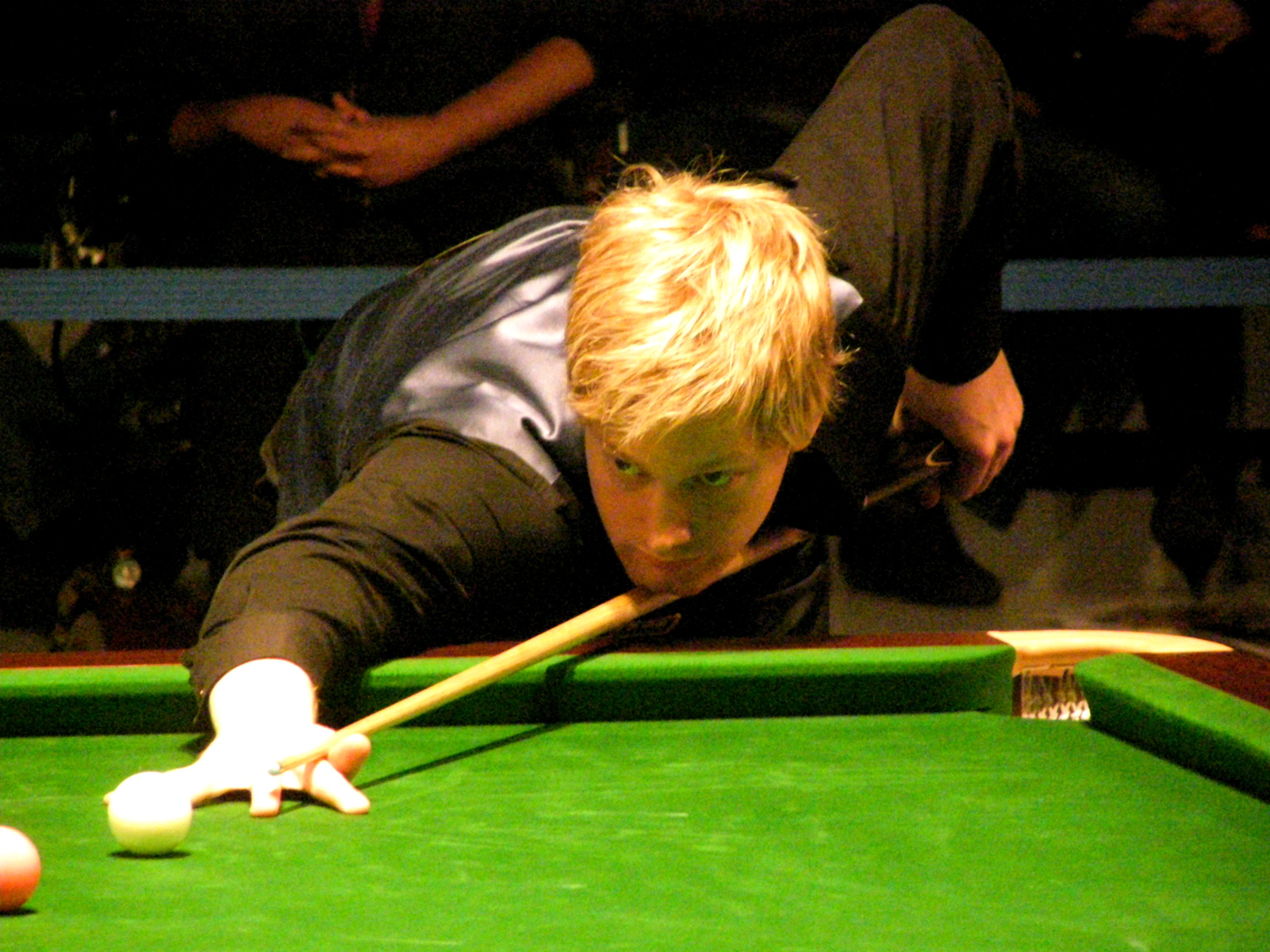
Neil Robertson (en la imagen) ganó el torneo, con una victoria por diez a cuatro en la final

La final la disputaron Robertson y O'Sullivan el 28 de marzo. El inglés inauguró el marcador con la primera mesa, pero el australiano empató después. También igualaron nuevamente a dos, pues el primero firmó una centena y el segundo respondió. Robertson abrió luego una ventaja de dos mesas (4-2), pero O'Sullivan hiló una tacada de 68 primero y una centena de 133 después para reinstalar el empate. En la sesión vespertina, Robertson aprovechó sendos fallos de su rival para anotarse tacadas de 93 y 75 e irse al 6-4. Las siguió, poco después, con centenas de 123 y 119 y dobló a O'Sullivan en el marcador con un ocho a cuatro. En esas cuatro mesas, el australiano sumó 442 puntos por los apenas 16 de O'Sullivan. Se aseguró también la decimotercera mesa y selló la victoria (10-4) con una tacada de 114. Hubo un total de siete centenas en la final, cinco del vencedor y dos del vencido. En la última sesión, Robertson arrolló a O'Sullivan en la faceta anotadora, con 650 puntos de uno por 26 del otro.
Era la quinta ocasión en la que O'Sullivan caía derrotado durante aquella temporada en la final de un torneo de ranking; nunca hasta entonces había perdido más de tres consecutivas. Alabó, en cualquier caso, el juego de Robertson: «Nunca había visto a nadie jugar tan bien... No puedo competir contra algo así». Era el vigésimo trofeo de un campeonato de ranking para el australiano, que también se aseguró con esta victoria la Cazoo Cup.

## Resultados

### Cuadro del torneo
Entre paréntesis, se indica el puesto en el que accedieron al torneo los jugadores. Recalcado en negrita figura el ganador de cada partido:
|  | cuartos de final (mejor de 19) | cuartos de final (mejor de 19) |                       |    | semifinales (mejor de 19) | semifinales (mejor de 19) |  |  | final (mejor de 19) | final (mejor de 19) |
|  |                                |                                |                       |    |                           |                           |  |  |                     |                     |
|  |                                |                                |                       |    |                           |                           |  |  |                     |                     |
|  |                                |                                |                       |    |                           |                           |  |  |                     |                     |
|  | Judd Trump (1)                 | 7                              |                       |    |                           |                           |  |  |                     |                     |
|  | Judd Trump (1)                 | 7                              |                       |    |                           |                           |  |  |                     |                     |
|  | Barry Hawkins (8)              | 10                             |                       |    |                           |                           |  |  |                     |                     |
|  | Barry Hawkins (8)              | 10                             | Barry Hawkins (8)     | 9  |                           |                           |  |  |                     |                     |
|  |                                |                                | Barry Hawkins (8)     | 9  |                           |                           |  |  |                     |                     |
|  |                                | Ronnie O'Sullivan (5)          | 10                    |    |                           |                           |  |  |                     |                     |
|  | John Higgins (4)               | Ronnie O'Sullivan (5)          | 10                    | 8  |                           |                           |  |  |                     |                     |
|  | John Higgins (4)               |                                | 28 de marzo           | 8  |                           |                           |  |  |                     |                     |
|  | Ronnie O'Sullivan (5)          | 10                             |                       |    |                           |                           |  |  |                     |                     |
|  | Ronnie O'Sullivan (5)          | 10                             | Ronnie O'Sullivan (5) | 4  |                           |                           |  |  |                     |                     |
|  |                                |                                | Ronnie O'Sullivan (5) | 4  |                           |                           |  |  |                     |                     |
|  |                                | Neil Robertson (3)             | 10                    |    |                           |                           |  |  |                     |                     |
|  | Neil Robertson (3)             | Neil Robertson (3)             | 10                    | 10 |                           |                           |  |  |                     |                     |
|  | Neil Robertson (3)             |                                |                       | 10 |                           |                           |  |  |                     |                     |
|  | Jack Lisowski (6)              | 5                              |                       |    |                           |                           |  |  |                     |                     |
|  | Jack Lisowski (6)              | 5                              | Neil Robertson (3)    | 10 |                           |                           |  |  |                     |                     |
|  |                                |                                | Neil Robertson (3)    | 10 |                           |                           |  |  |                     |                     |
|  |                                | Mark Selby (2)                 | 3                     |    |                           |                           |  |  |                     |                     |
|  | Mark Selby (2)                 | Mark Selby (2)                 | 3                     | 10 |                           |                           |  |  |                     |                     |
|  | Mark Selby (2)                 |                                |                       | 10 |                           |                           |  |  |                     |                     |
|  | Kyren Wilson (7)               | 3                              |                       |    |                           |                           |  |  |                     |                     |
|  | Kyren Wilson (7)               | 3                              |                       |    |                           |                           |  |  |                     |                     |

### Final
La final se celebró el 28 de marzo de 2021 en el Celtic Manor Resort de Newport. Así discurrió:
| Al mejor de 19 mesas. Celtic Manor Resort (Newport), 28 de marzo. Árbitro: Brendan Moore |                       |                       |                       |                             |                             |                             |                    |                    |                    |                    |                    |
| Ronnie O'Sullivan (5)                                                                    | Ronnie O'Sullivan (5) | Ronnie O'Sullivan (5) | Ronnie O'Sullivan (5) | 4-10                        | 4-10                        | 4-10                        | Neil Robertson (3) | Neil Robertson (3) | Neil Robertson (3) | Neil Robertson (3) | Neil Robertson (3) |
| Sesión de tarde: 4-4                                                                     |                       |                       |                       |                             |                             |                             |                    |                    |                    |                    |                    |
| Mesa                                                                                     | 1                     | 2                     | 3                     | 4                           | 5                           | 6                           | 7                  | 8                  | 9                  | 10                 | 11                 |
| O'Sullivan                                                                               | 63                    | 0                     | 128 (128)             | 32                          | 0                           | 32                          | 133 (133)          | 68 (68)            | —                  | —                  | —                  |
| Robertson                                                                                | 17                    | 103 (103)             | 0                     | 78 (70)                     | 133 (133)                   | 80                          | 0                  | 52                 | —                  | —                  | —                  |
| Sesión de noche: 0-6                                                                     |                       |                       |                       |                             |                             |                             |                    |                    |                    |                    |                    |
| Mesa                                                                                     | 1                     | 2                     | 3                     | 4                           | 5                           | 6                           | 7                  | 8                  | 9                  | 10                 | 11                 |
| O'Sullivan                                                                               | 8                     | 0                     | 8                     | 0                           | 10                          | 0                           | ―                  | ―                  | ―                  | ―                  | ―                  |
| Robertson                                                                                | 93 (93)               | 107 (75)              | 123 (123)             | 119 (119)                   | 101                         | 114 (114)                   | ―                  | ―                  | ―                  | ―                  | ―                  |
| Ronnie O'Sullivan (5)                                                                    | Ronnie O'Sullivan (5) | Ronnie O'Sullivan (5) | Ronnie O'Sullivan (5) | 4-10                        | 4-10                        | 4-10                        | Neil Robertson (3) | Neil Robertson (3) | Neil Robertson (3) | Neil Robertson (3) | Neil Robertson (3) |
| 133                                                                                      | 133                   | 133                   | 133                   | tacada más alta             | tacada más alta             | tacada más alta             | 133                | 133                | 133                | 133                | 133                |
| 2                                                                                        | 2                     | 2                     | 2                     | centenas                    | centenas                    | centenas                    | 5                  | 5                  | 5                  | 5                  | 5                  |
| 3                                                                                        | 3                     | 3                     | 3                     | tacadas de más de 50 puntos | tacadas de más de 50 puntos | tacadas de más de 50 puntos | 8                  | 8                  | 8                  | 8                  | 8                  |
| Neil Robertson se proclama campeón del Tour Championship de 2021                         |                       |                       |                       |                             |                             |                             |                    |                    |                    |                    |                    |

### Cazoo Cup
El torneo sirvió para decantar la Cazoo Cup, que, además de este, incluye también el World Grand Prix y el Players Championship. Gracias a su victoria, Neil Robertson consiguió alzarse campeón. Las negritas denotan que el jugador ganó el torneo concreto:
| Jugador           | World Grand Prix | Players Championship | Tour Championship | Total   |
| ----------------- | ---------------- | -------------------- | ----------------- | ------- |
| Neil Robertson    | 0                | 15 000               | 150 000           | 165 000 |
| John Higgins      | 7 500            | 125 000              | 0                 | 132 500 |
| Ronnie O'Sullivan | 20 000           | 50 000               | 60 000            | 130 000 |
| Judd Trump        | 100 000          | 0                    | 0                 | 100 000 |
| Barry Hawkins     | 7 500            | 30 000               | 40 000            | 77 500  |
| Mark Selby        | 20 000           | 15 000               | 40 000            | 75 000  |
| Jack Lisowski     | 40 000           | 15 000               | 0                 | 55 000  |
| Kyren Wilson      | 12 500           | 30 000               | 0                 | 42 500  |

## Centenas
Durante el torneo, los jugadores consiguieron amasar un total de veintitrés centenas. Barry Hawkins hiló la más alta, un 138 en la segunda mesa de la semifinal contra O'Sullivan. Estas fueron todas las del torneo:
- 138, 125, 121, 103 — Barry Hawkins
- 136, 133, 123, 121, 119, 114, 114, 112, 106, 103, 103 — Neil Robertson
- 133, 128, 112, 101 — Ronnie O'Sullivan
- 129 — Jack Lisowski
- 119 — Judd Trump
- 109 — Mark Selby
- 101 — John Higgins